# مسييه 21

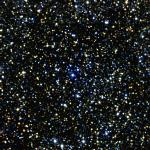

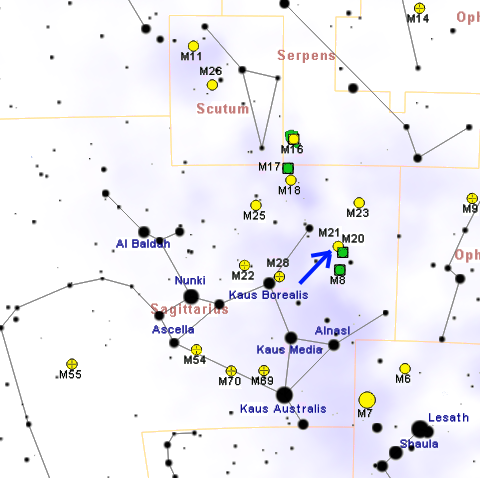
خريطة توضح موقع M21

مسييه 21 أو م21 (بالإنجليزية : Messier 21 أو M21 أو NGC 6531) هو تجمع نجمي مفتوح ويوجد في كوكبة الرامي. اكتشفه شارل مسييه عام 1764 ووضعه في الفهرس المسمى باسمه فهرس مسييه
وترجع التسمية NGC 6531 إلى الفهرس العام الجديد.
ويعتبر مسييه 21 تجمع حديث للنجوم يبلغ عمره 6و4 مليون سنة. وهو تجمع تتكاثف فيه النجوم ويحتوي علة نحو 57 نجم. كما اكتشفت عدة نجوم زرقاء عملاقة إلا أن تكوين م21 يغلب عليه النجوم الصغيرة. ويقدر لمعان مسييه 21 بنحو 5و6 قدر ظاهري مما يجعل رؤيته بالعين المجردة غير ممكنة إلا في ظروف مثالية بعيدا عن المدن. ولكن يمكن رؤيته بالمنظار المقرب في الليالي المعتمة.

## اقرأ أيضا
- علم الفلك للأشعة السينية
- منطقة هيدروجين I
- نجم
- مجرة
- قزم أبيض
- عملاق أحمر
- الانفجار العظيم
- خط زمني للانفجار العظيم
- نجم نيوتروني
- ثقب أسود

## وصلات خارجية
- موقع الكون في الإنترنت